# Hyacinthe Hauzeur

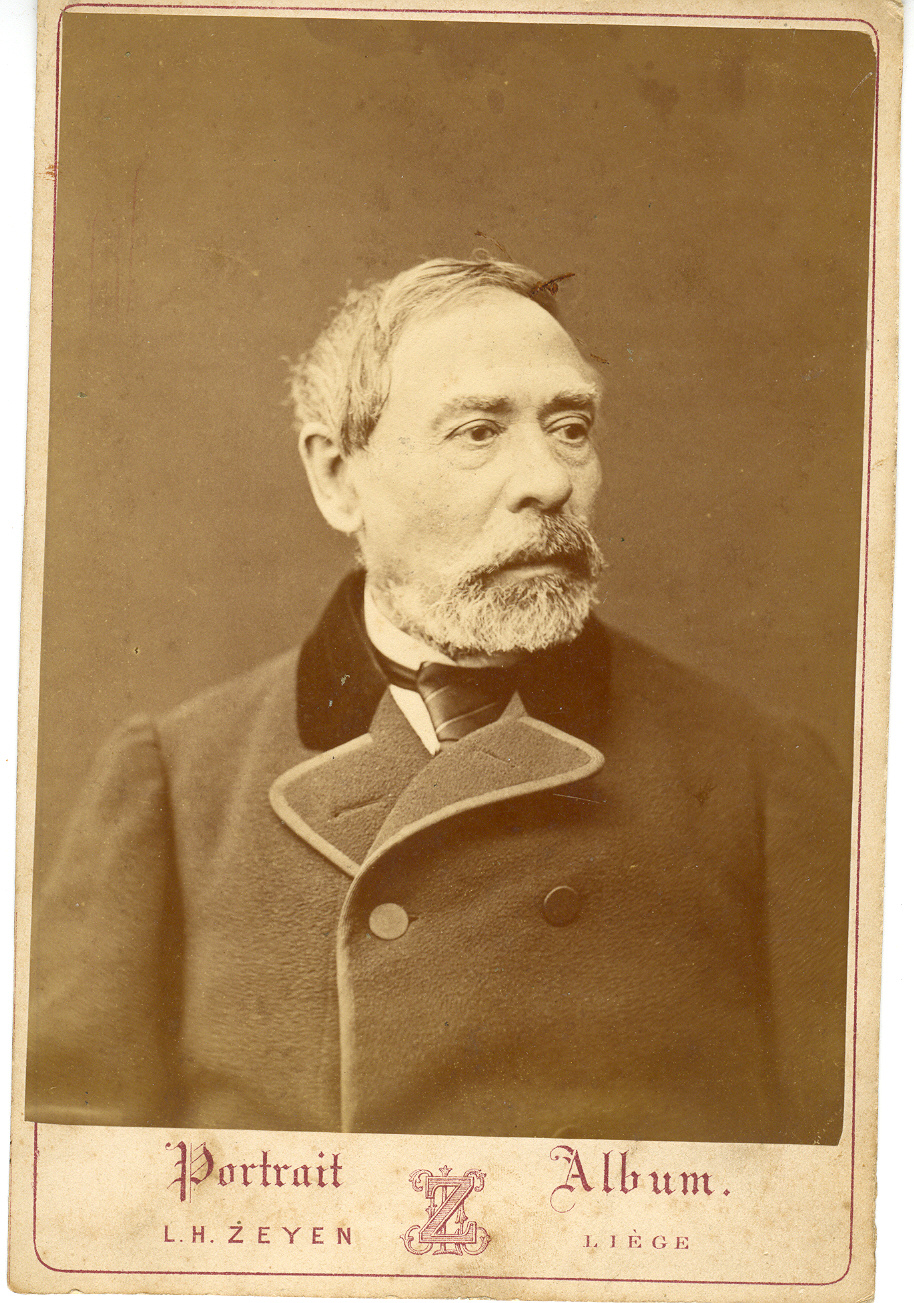
Hyacinthe Hauzeur

Hyacinthe Hauzeur (Ciney 28 oktober 1804 – Ciney (kasteel van Biron), 16 mei 1882) was een Belgisch landschapsschilder.

## Biografie
Jean Joseph Martin Auguste "Hyacinthe" Hauzeur was de zoon van Nicolas André Joseph Hauzeur (1772-1856), handelaar en Marie Catherine Josèphe Burton (1775-1855). Hij was verbonden met de familie Hauzeur, bekend uit het verbod van Herve en Luik. Hij had drie broers. Hij trouwde met Eléonore Lambertine Joseph Henin (1809-1873). Hyacinthe en Eléonore hadden drie dochters en één zoon.
In 1830 was hij gemeenteraadslid van Ciney.
Hij bouwde de kasteelhoeve van Biron in 1853.
Op 11 maart 1858 werd hij lid van de Archeologische Vereniging van Namen.

## Onderwijs en werk
Hij had in Parijs de schildercursussen gevolgd van zijn neef, kunstschilder Jean-Joseph Eleonor Ansiaux (1764-1840).
In 1836 woonde hij in de Brusselse Leopoldstraat 101 en nam hij datzelfde jaar deel aan de nationale tentoonstelling van schone kunsten ter Brussel.
In 1837 nam hij datzelfde jaar deel aan de koninklijke schilderacademie ter Brugge.
In 1842 woonde hij in de Brusselse Berlijnstraat 27 en nam hij datzelfde jaar deel aan de nationale tentoonstelling van schone kunsten ter Brussel.
Hij ging met zijn paard en schildersezels schilderen in de Condroz-landschappen.

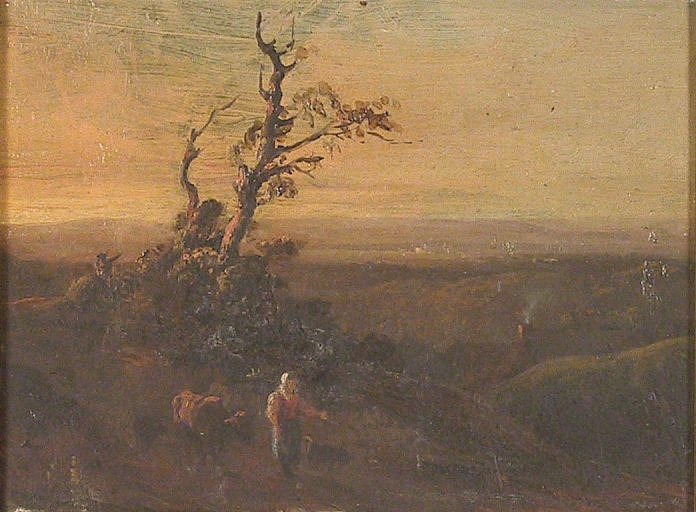
Geanimeerd landschap: vrouw en koe.

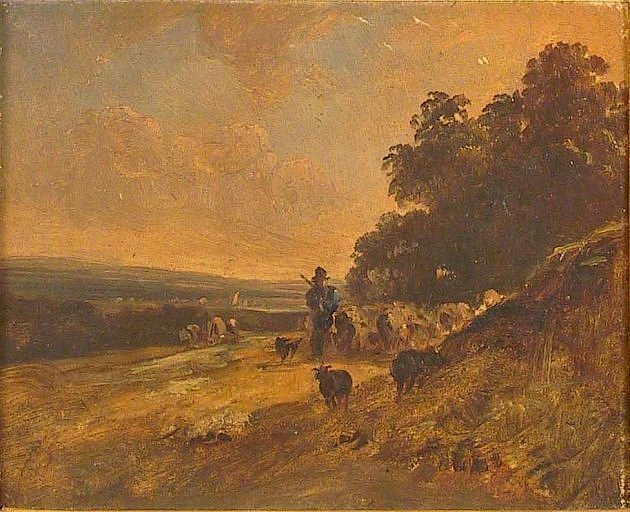
Geanimeerd landschap: herder met zijn kudde.